# Општина Пленица (Долж)
Пленица (рум. Pleniţa) општина је у Румунији у округу Долж.
Oпштина се налази на надморској висини од 166 m.